# Устинівка (Сіверськодонецький район)
Усти́нівка — село в Україні, у Лисичанській міській громаді Сіверськодонецького району Луганської області. Населення становить 121 осіб. 
Село постраждало внаслідок геноциду українського народу, вчиненого урядом СРСР у 1932—1933 роках, кількість встановлених жертв — 46 осіб.

## Населення
За даними перепису 2001 року населення села становило 121 особу, з них 94,21 % зазначили рідною українську мову, а 5,79 % — російську.

## Історія
Устинівка є на карті  і 1861 року, і навіть на карті 1795 року.  У документах 1785 року зафіксована «деревня Устинская» підпоручика Тошковича.
Заснував село офіцер Устин Терентєв, від імені якого і походить назва села. Відбулося це, ймовірно, після 1764 року, коли після утворення Новоросійської губернії почалася роздача земель, зокрема, і офіцерам. Цей процес регламентувався документами «План о роздаче в Новороссийской губернии казенных земель к их заселению» і «План о заселении Славяно-Сербии».
Однак вже у 1784 році «деревня Устиновка» належала поручику Тошковичу. В селі на той час було 61 «душа» чоловіча та 45 душ жіночих. Устинівці належало 1500 десятин придатної землі і 190 непридатної, мається на увазі непридатної землі для засівання. Чому власником землі став вахмістр Бахмутського гусарського полку Михайло Тошкович нам не відомо. Але село перейшло у власність Тошковича, який у 1767 році був обраний депутатом від нижніх чинів Самарського і Бахмутського гусарських полків у Законодавчу комісію.
На початку ХІХ століття селом володіла якась Агафія Терентьєва. Напевно, дочка Терентьєва, яка служити не могла.
Певний час воно мало і другу назву — Тошківка.

## Відомі люди
В поселенні народився:
- Ремігайло Іван Вікторович (нар. 1929) — радянський робітник, Герой Соціалістичної Праці.

## Також
- Перелік населених пунктів, що постраждали від Голодомору 1932-1933, Луганська область